# Roger Schmidt
Roger Schmidt (nacido el 13 de marzo de 1967 en Kierspe, Alemania) es un exjugador y entrenador de fútbol alemán sin club. Sus equipos se caracterizan por las rápidas transiciones ofensivas, también en contragolpes, y la presión al contrario.

## Carrera como entrenador

### Inicios
Schmidt comenzó a entrenar en el Delbrücker SC, donde estuvo tres años, entre 2004 y 2007. 

### SC Preußen Münster
Luego dirigió al SC Preußen Münster otros 2 años y medio, desde julio de 2007 hasta su destitución en marzo de 2010.

### SC Paderborn 07
En la temporada 2011-12, llevó las riendas del SC Paderborn 07, que terminó 5.º (a un solo punto de la promoción de ascenso) en la segunda división alemana.

### Red Bull Salzburgo

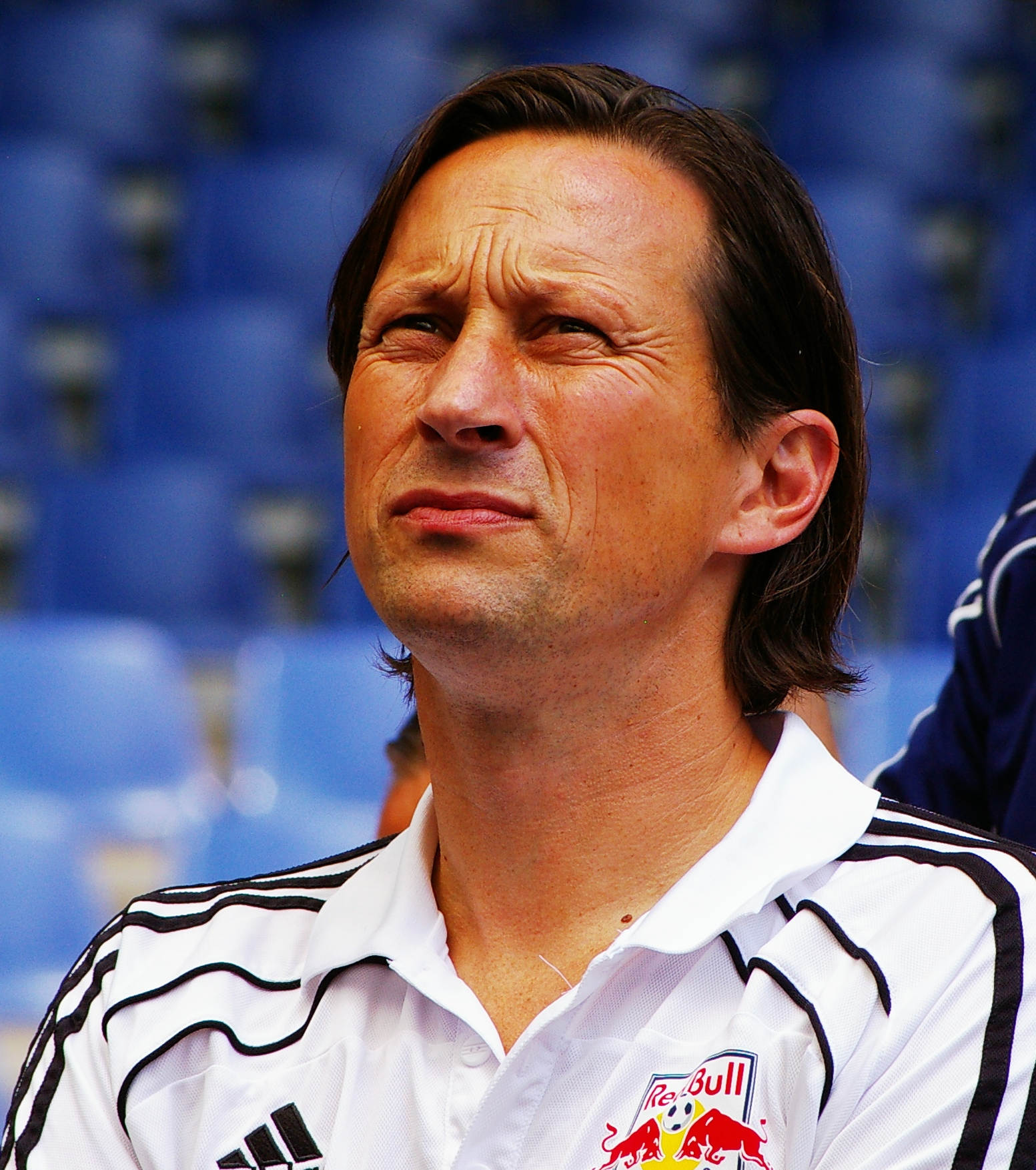
Schmidt en 2012.

El 24 de junio de 2012, Schmidt fue confirmado como nuevo técnico del Red Bull Salzburgo en sustitución de Ricardo Moniz. En su segunda temporada en el cargo, llevó al equipo austriaco a octavos de final de la Liga Europa, donde fue eliminado por el FC Basel; y ganó el doblete, proclamándose campeón de la Bundesliga 2013-14 y de la Copa.

### Bayer 04 Leverkusen
El 25 de abril de 2014, el Bayer 04 Leverkusen anunció la contratación de Schmidt como su nuevo técnico para la 1. Bundesliga 2014-15. El equipo alemán comenzó el campeonato como líder en las tres primeras jornadas y concluyó la primera vuelta en 3.er puesto tras ocupar puestos europeos en todas las jornadas. En la Liga de Campeones, el Bayer Leverkusen llegó a octavos de final (al igual que el año anterior), donde cayó contra el Atlético de Madrid tras concluir los dos partidos con 1-0 para el equipo local y definirse la eliminatoria en la tanda de penaltis. Finalmente, el Bayer Leverkusen terminó la Bundesliga como 4.º clasificado, y la entidad decidió renovar su contrato con el técnico.
En la temporada 2015-16, el Bayer Leverkusen se clasificó para la fase de grupos de la Liga de Campeones al eliminar a la Lazio en la ronda previa. En cambio, en la Bundesliga protagonizó un irregular comienzo, con 2 victorias y 3 derrotas en las 5 primeras jornadas. El equipo alemán finalizó 3.º en su grupo de la Champions, por lo que quedó relegado a la Liga Europa, mientras que terminó la primera vuelta de la Bundesliga como 5.º clasificado. El equipo terminaría el campeonato doméstico en 3.er puesto, mejorando una posición respecto al año anterior, gracias a una racha de 7 victorias consecutivas.
Tras estas dos temporadas con resultados positivos, las cosas cambiaron en el curso 2016-17, donde el Bayer Leverkusen marchaba en tierra de nadie en la clasificación de la Bundesliga, completando una de sus peores actuaciones de los últimos años. Finalmente, el 5 de marzo de 2017, el club anunció la destitución de Schmidt como técnico del conjunto germano, que en aquel momento era el 10.º clasificado del campeonato tras encajar un contundente 6-2 ante el Borussia Dortmund y sumaba tres derrotas consecutivas, incluyendo el partido de ida de octavos de final de la Liga de Campeones contra el Atlético de Madrid.

### Beijing Guoan
El 10 de junio de 2017, se hizo oficial que sería el nuevo entrenador del equipo Beijing Sinobo Guoan, perteneciente a la Superliga de China, firmando un contrato que lo vinculaba al club chino hasta finales del 2019. El 31 de julio de 2019, fue reemplazado por Bruno Génésio tras 2 años en el cargo.

### PSV Eindhoven
El 11 de marzo de 2020, fue confirmado como nuevo técnico del PSV Eindhoven tras firmar un contrato hasta 2022. En su primera temporada, el equipo quedó en el segundo lugar en la Eredivisie, a 16 puntos del Ajax, y se enfrentó al mismo equipo en la Supercopa de los Países Bajos, donde ganó por 4-0 el 7 de agosto. El 3 de febrero de 2022, anunció su marcha del club holandés a final de temporada, obteniendo el subcampeonato en la Eredivisie 2021-22.

### SL Benfica

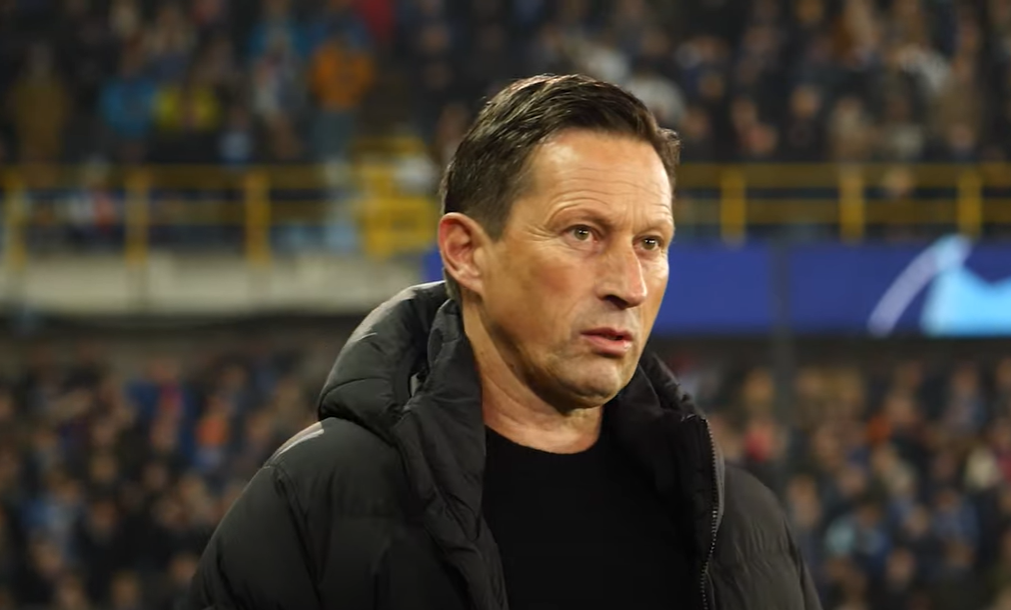
Schmidt en 2023.

El 18 de mayo de 2022, fue confirmado como nuevo técnico del SL Benfica hasta el 30 de junio de 2024. Se convirtió en el segundo alemán en ser nombrado entrenador del club, después de Jupp Heynckes. El club comenzó la temporada 2022-23 ganando sus primeros 13 partidos en la Primeira Liga y la Liga de Campeones (fases de clasificación y de grupos), marcando el mejor comienzo de temporada del club en 39 años. En Europa, su campaña acumuló varios récords: superó el récord portugués de partidos consecutivos sin perder en la competencia, se convirtió en el primer equipo portugués en llegar dos veces seguidas a los cuartos de final, y logró su mayor marca de victorias en casa y fuera (excluyendo las etapas de clasificación), 5-1 contra el Club Brujas y 6-1 contra el Maccabi Haifa, respectivamente.
El 1 de abril de 2023, Schmidt prolongó hasta su contrato con el Benfica hasta junio de 2026. El 31 de agosto de 2024, fue despedido de su cargo después de una serie de malos resultados.

## Clubes

### Como jugador
| Club                  | País     | Año       | Partidos | Goles |
| --------------------- | -------- | --------- | -------- | ----- |
| Kiersper SC           | Alemania | ?-1985    |          |       |
| RW Lüdenscheid        | Alemania | 1985-1988 |          |       |
| TuS Plettenberg       | Alemania | 1988-1990 |          |       |
| TuS Paderborn-Neuhaus | Alemania | 1990-1995 |          |       |
| SC Verl               | Alemania | 1995-2002 | 208      | 53    |
| SC Paderborn 07       | Alemania | 2002-2003 | 25       | 2     |
| SV Lippstadt 08       | Alemania | 2003-2004 | 26       | 4     |
| Delbrücker SC         | Alemania | 2004-2005 |          |       |

### Como entrenador
| Club                 | País         | Año       |
| -------------------- | ------------ | --------- |
| Delbrücker SC        | Alemania     | 2004-2007 |
| SC Preußen Münster   | Alemania     | 2007-2010 |
| SC Paderborn 07      | Alemania     | 2010-2011 |
| Red Bull Salzburgo   | Austria      | 2012-2014 |
| Bayer 04 Leverkusen  | Alemania     | 2014-2017 |
| Beijing Sinobo Guoan | China        | 2017-2019 |
| PSV Eindhoven        | Países Bajos | 2020-2022 |
| SL Benfica           | Portugal     | 2022-2024 |

## Estadísticas como entrenador
| Equipo                        | Div.                | Temporada           | Liga  | Liga | Liga | Liga | Liga |       | Copa | Copa | Copa | Copa  |    | Internacional | Internacional | Internacional | Internacional | Internacional |   | Otros | Otros | Otros | Otros |     | Totales     | Totales | Totales | Totales | Totales | Totales | Totales | Totales |
| Equipo                        | Div.                | Temporada           | Part. | G    | E    | P    | Pos. | Part. | G    | E    | P    | Part. | G  | E             | P             | Pos.          | Part.         | G             | E | P     | Part. | G     | E     | P   | Rendimiento | GF      | GC      | Dif.    |         |         |         |         |
| ----------------------------- | ------------------- | ------------------- | ----- | ---- | ---- | ---- | ---- | ----- | ---- | ---- | ---- | ----- | -- | ------------- | ------------- | ------------- | ------------- | ------------- | - | ----- | ----- | ----- | ----- | --- | ----------- | ------- | ------- | ------- | ------- | ------- | ------- | ------- |
| Delbrücker SC · Alemania      | 6.ª                 | 2004-05             | 30    | 17   | 6    | 7    | 1.º  | 3     | 2    | 0    | 1    | -     | -  | -             | -             | -             | -             | -             | - | -     | 33    | 19    | 6     | 8   | 63.64%      | 66      | 34      | +32     |         |         |         |         |
| Delbrücker SC · Alemania      | 5.ª                 | 2005-06             | 34    | 10   | 11   | 13   | 12.º | 6     | 5    | 0    | 1    | -     | -  | -             | -             | -             | -             | -             | - | -     | 40    | 15    | 11    | 14  | 46.67%      | 49      | 55      | -6      |         |         |         |         |
| Delbrücker SC · Alemania      | 5.ª                 | 2006-07             | 34    | 13   | 8    | 13   | 9.º  | 1     | 0    | 0    | 1    | -     | -  | -             | -             | -             | -             | -             | - | -     | 35    | 13    | 8     | 14  | 44.76%      | 53      | 53      | +0      |         |         |         |         |
| Delbrücker SC · Alemania      | Total               | Total               | 98    | 40   | 25   | 33   | -    | 10    | 7    | 0    | 3    | -     | -  | -             | -             | -             | -             | -             | - | -     | 108   | 47    | 25    | 36  | 51.24%      | 168     | 142     | +26     |         |         |         |         |
| SC Preußen Münster · Alemania | 5.ª                 | 2007-08             | 34    | 20   | 11   | 3    | 1.º  | 6     | 6    | 0    | 0    | -     | -  | -             | -             | -             | -             | -             | - | -     | 40    | 26    | 11    | 3   | 74.17%      | 93      | 26      | +67     |         |         |         |         |
| SC Preußen Münster · Alemania | 4.ª                 | 2008-09             | 34    | 14   | 11   | 9    | 4.º  | 7     | 6    | 1    | 0    | -     | -  | -             | -             | -             | -             | -             | - | -     | 41    | 20    | 12    | 9   | 58.54%      | 75      | 40      | +35     |         |         |         |         |
| SC Preußen Münster · Alemania | 4.ª                 | 2009-10             | 23    | 10   | 5    | 8    | Inc. | 4     | 3    | 0    | 1    | -     | -  | -             | -             | -             | -             | -             | - | -     | 27    | 13    | 5     | 9   | 54.32%      | 45      | 33      | +12     |         |         |         |         |
| SC Preußen Münster · Alemania | Total               | Total               | 91    | 44   | 27   | 20   | -    | 17    | 15   | 1    | 1    | -     | -  | -             | -             | -             | -             | -             | - | -     | 108   | 59    | 28    | 21  | 63.27%      | 213     | 99      | +114    |         |         |         |         |
| SC Paderborn 07 · Alemania    | 2.ª                 | 2011-12             | 34    | 17   | 10   | 7    | 5.º  | 2     | 1    | 0    | 1    | -     | -  | -             | -             | -             | -             | -             | - | -     | 36    | 18    | 10    | 8   | 59.26%      | 61      | 45      | +16     |         |         |         |         |
| SC Paderborn 07 · Alemania    | Total               | Total               | 34    | 17   | 10   | 7    | -    | 2     | 1    | 0    | 1    | -     | -  | -             | -             | -             | -             | -             | - | -     | 36    | 18    | 10    | 8   | 59.26%      | 61      | 45      | +16     |         |         |         |         |
| Red Bull Salzburgo · Austria  | 1.ª                 | 2012-13             | 36    | 22   | 11   | 3    | 2.º  | 5     | 4    | 0    | 1    | 2     | 1  | 0             | 1             | 2.ªR          | -             | -             | - | -     | 43    | 27    | 11    | 5   | 71.32%      | 107     | 47      | +60     |         |         |         |         |
| Red Bull Salzburgo · Austria  | 1.ª                 | 2013-14             | 36    | 25   | 5    | 6    | 1.º  | 6     | 5    | 1    | 0    | 14    | 10 | 2             | 2             | 1/8           | -             | -             | - | -     | 56    | 40    | 8     | 8   | 76.19%      | 175     | 49      | +126    |         |         |         |         |
| Red Bull Salzburgo · Austria  | Total               | Total               | 72    | 47   | 16   | 9    | -    | 11    | 9    | 1    | 1    | 16    | 11 | 2             | 3             | -             | -             | -             | - | -     | 99    | 67    | 19    | 13  | 74.08%      | 282     | 96      | +186    |         |         |         |         |
| Bayer Leverkusen · Alemania   | 1.ª                 | 2014-15             | 34    | 17   | 10   | 7    | 4.º  | 4     | 2    | 2    | 0    | 10    | 6  | 1             | 3             | 1/8           | -             | -             | - | -     | 48    | 25    | 13    | 10  | 61.11%      | 87      | 46      | +41     |         |         |         |         |
| Bayer Leverkusen · Alemania   | 1.ª                 | 2015-16             | 34    | 18   | 6    | 10   | 3.º  | 4     | 3    | 0    | 1    | 12    | 4  | 4             | 4             | 1/8           | -             | -             | - | -     | 50    | 25    | 10    | 15  | 56.67%      | 89      | 60      | +29     |         |         |         |         |
| Bayer Leverkusen · Alemania   | 1.ª                 | 2016-17             | 23    | 9    | 3    | 11   | Inc. | 2     | 1    | 1    | 0    | 7     | 2  | 4             | 1             | Inc.          | -             | -             | - | -     | 32    | 12    | 8     | 12  | 45.83%      | 50      | 49      | +1      |         |         |         |         |
| Bayer Leverkusen · Alemania   | Total               | Total               | 91    | 44   | 19   | 28   | -    | 10    | 6    | 3    | 1    | 29    | 12 | 9             | 8             | -             | -             | -             | - | -     | 130   | 62    | 31    | 37  | 55.64%      | 226     | 155     | +71     |         |         |         |         |
| Beijing Sinobo Guoan China    | 1.ª                 | 2017                | 15    | 6    | 3    | 6    | 9.º  | -     | -    | -    | -    | -     | -  | -             | -             | -             | -             | -             | - | -     | 15    | 6     | 3     | 6   | 46.67%      | 23      | 19      | +4      |         |         |         |         |
| Beijing Sinobo Guoan China    | 1.ª                 | 2018                | 30    | 15   | 8    | 7    | 4.º  | 8     | 5    | 2    | 1    | -     | -  | -             | -             | -             | -             | -             | - | -     | 38    | 20    | 10    | 8   | 61.4%       | 80      | 52      | +28     |         |         |         |         |
| Beijing Sinobo Guoan China    | 1.ª                 | 2019                | 20    | 16   | 0    | 4    | Inc. | 3     | 2    | 0    | 1    | 6     | 2  | 1             | 3             | FG            | 1             | 0             | 0 | 1     | 30    | 20    | 1     | 9   | 67.78%      | 50      | 28      | +22     |         |         |         |         |
| Beijing Sinobo Guoan China    | Total               | Total               | 65    | 37   | 11   | 17   | -    | 11    | 7    | 2    | 2    | 6     | 2  | 1             | 3             | -             | 1             | 0             | 0 | 1     | 83    | 46    | 14    | 23  | 61.04%      | 153     | 99      | +54     |         |         |         |         |
| PSV Eindhoven · Países Bajos  | 1.ª                 | 2020-21             | 34    | 21   | 9    | 4    | 2.º  | 3     | 2    | 0    | 1    | 10    | 7  | 0             | 3             | 1/16          | -             | -             | - | -     | 47    | 30    | 9     | 8   | 70.21%      | 102     | 53      | +49     |         |         |         |         |
| PSV Eindhoven · Países Bajos  | 1.ª                 | 2021-22             | 34    | 26   | 3    | 5    | 2.º  | 5     | 5    | 0    | 0    | 18    | 8  | 6             | 4             | 1/4           | 1             | 1             | 0 | 0     | 58    | 40    | 9     | 9   | 74.14%      | 134     | 64      | +70     |         |         |         |         |
| PSV Eindhoven · Países Bajos  | Total               | Total               | 68    | 47   | 12   | 9    | -    | 8     | 7    | 0    | 1    | 28    | 15 | 6             | 7             | -             | 1             | 1             | 0 | 0     | 105   | 70    | 18    | 17  | 72.38%      | 236     | 117     | +119    |         |         |         |         |
| SL Benfica Portugal           | 1.ª                 | 2022-23             | 34    | 28   | 3    | 3    | 1.º  | 7     | 4    | 3    | 0    | 14    | 10 | 3             | 1             | 1/4           | -             | -             | - | -     | 55    | 42    | 9     | 4   | 81.81%      | 131     | 40      | +91     |         |         |         |         |
| SL Benfica Portugal           | 1.ª                 | 2023-24             | 34    | 25   | 5    | 4    | 2.º  | 9     | 6    | 2    | 1    | 12    | 4  | 3             | 5             | 1/4           | 1             | 1             | 0 | 0     | 56    | 36    | 10    | 10  | 70.24%      | 114     | 54      | +60     |         |         |         |         |
| SL Benfica Portugal           | 1.ª                 | 2024-25             | 4     | 2    | 1    | 1    | Inc. | -     | -    | -    | -    | -     | -  | -             | -             | -             | -             | -             | - | -     | 4     | 2     | 1     | 1   | 58.33%      | 5       | 3       | +2      |         |         |         |         |
| SL Benfica Portugal           | Total               | Total               | 72    | 55   | 9    | 8    | -    | 16    | 10   | 5    | 1    | 26    | 14 | 6             | 6             | -             | 1             | 1             | 0 | 0     | 115   | 80    | 20    | 15  | 75.37%      | 250     | 97      | +153    |         |         |         |         |
| Total en su carrera           | Total en su carrera | Total en su carrera | 591   | 331  | 129  | 131  | -    | 85    | 62   | 12   | 11   | 105   | 54 | 24            | 27            | -             | 3             | 2             | 0 | 1     | 784   | 449   | 165   | 170 | 64.29%      | 1589    | 850     | +739    |         |         |         |         |
| 1. 2. 3.                      |                     |                     |       |      |      |      |      |       |      |      |      |       |    |               |               |               |               |               |   |       |       |       |       |     |             |         |         |         |         |         |         |         |

### Resumen por competiciones
| Competición                        | Partidos | Ganados | Empatados | Perdidos | Ganados % |
| ---------------------------------- | -------- | ------- | --------- | -------- | --------- |
| Westfalenliga                      | 30       | 17      | 6         | 7        | 63.34%    |
| Copa de Westfalia                  | 24       | 22      | 0         | 2        | 91.67%    |
| Oberliga Westfalia                 | 102      | 43      | 30        | 29       | 51.96%    |
| Regionalliga                       | 57       | 24      | 16        | 17       | 51.47%    |
| 2. Bundesliga                      | 34       | 17      | 10        | 7        | 59.8%     |
| Bundesliga                         | 91       | 44      | 19        | 28       | 55.31%    |
| Copa de Alemania                   | 15       | 7       | 4         | 4        | 55.56%    |
| Admiral Bundesliga                 | 72       | 47      | 16        | 9        | 72.69%    |
| Copa de Austria                    | 11       | 9       | 1         | 1        | 84.85%    |
| Superliga de China                 | 65       | 37      | 11        | 17       | 62.56%    |
| Copa de China de fútbol            | 11       | 7       | 2         | 2        | 69.7%     |
| Supercopa de China                 | 1        | 0       | 0         | 1        | 0%        |
| Eredivisie                         | 68       | 47      | 12        | 9        | 75%       |
| Copa de los Países Bajos           | 8        | 7       | 0         | 1        | 87.5%     |
| Supercopa de los Países Bajos      | 1        | 1       | 0         | 0        | 100%      |
| Primeira Liga                      | 72       | 55      | 9         | 8        | 80.56%    |
| Copa de Portugal                   | 10       | 6       | 3         | 1        | 70%       |
| Copa de la Liga de Portugal        | 6        | 4       | 2         | 0        | 77.78%    |
| Supercopa de Portugal              | 1        | 1       | 0         | 0        | 100%      |
| Liga de Campeones de la UEFA       | 55       | 26      | 14        | 15       | 55.75%    |
| Liga Europea de la UEFA            | 38       | 24      | 6         | 8        | 68.42%    |
| Liga Europa Conferencia de la UEFA | 6        | 2       | 3         | 1        | 50%       |
| Liga de Campeones de la AFC        | 6        | 2       | 1         | 3        | 38.89%    |
| TOTAL                              | 784      | 449     | 165       | 170      | 64.29%    |

## Palmarés

### Títulos nacionales
| Título                        | Club               | País         | Año     |
| ----------------------------- | ------------------ | ------------ | ------- |
| Admiral Bundesliga            | Red Bull Salzburgo | Austria      | 2013-14 |
| Copa de Austria               | Red Bull Salzburgo | Austria      | 2014    |
| Copa de China de fútbol       | Beijing Guoan      | China        | 2018    |
| Supercopa de los Países Bajos | PSV Eindhoven      | Países Bajos | 2021    |
| Copa de los Países Bajos      | PSV Eindhoven      | Países Bajos | 2021-22 |
| Primeira Liga                 | SL Benfica         | Portugal     | 2022-23 |
| Supercopa de Portugal         | SL Benfica         | Portugal     | 2023    |